# Ahiara
Ahiara est une ville du Nigeria située dans la région de Mbaise (en), dans l’État d'Imo.   
C'est une ancienne cité-état, dirigée par dix grands prêtres et une grande prêtresse[réf. nécessaire].